# Puchar Volpiego dla najlepszej aktorki
Puchar Volpiego dla najlepszej aktorki (wł. Coppa Volpi per la migliore interpretazione femminile) – nagroda przyznawana corocznie na Międzynarodowym Festiwalu Filmowym w Wenecji za najlepszą rolę kobiecą spośród filmów konkursu głównego. Wyróżnienie, nazwane na cześć założyciela festiwalu hrabiego Giuseppe Volpiego, przyznaje międzynarodowe jury. Nazwa i forma nagrody funkcjonuje od trzeciej edycji imprezy, czyli od 1935 - wcześniej przyznawano aktorkom Złote Medale. W latach 1939–1940, 1943–1946 i 1969–1982 nagroda nie była przyznawana.

## Statystyki
Najczęściej, jak do tej pory, nagradzane były role aktorek francuskich (18 wyróżnień) i amerykańskich (13). Dotychczas czterem aktorkom udało się zdobyć Puchar Volpiego dwukrotnie. W kolejności chronologicznej były to:
- Amerykanka Shirley MacLaine (1960, 1988)
- Francuzka Isabelle Huppert (1988, 1995)
- Włoszka Valeria Golino (1986, 2015)
- Australijka Cate Blanchett (2007, 2022)

Pierwsza laureatka, Amerykanka Helen Hayes, była jedyną nagrodzoną wybraną w głosowaniu publiczności (1932). Z kolei jej rodaczka Bette Davis była jedyną zdobywczynią nagrody za role w dwóch różnych filmach (1937). Nagrodę dla Ingrid Bergman (1952) organizatorzy festiwalu przyznali pośmiertnie dopiero w 1992, gdyż w chwili premiery filmu Europa ’51 jury odmówiło jej przyznania ze względu na dubbing - aktorka grała po szwedzku, a jej głos został zdubbingowany na język włoski.
Pierwszą czarnoskórą laureatką była pochodząca z Martyniki Darling Légitimus (1983). Najmłodszą zdobywczynią nagrody była Francuzka Victoire Thivisol (1996) – miała skończonych zaledwie pięć lat. Najstarszymi laureatkami były 81-letnia Angielka Peggy Ashcroft (1989) i 82-letnia Włoszka Elena Cotta (2013).
Francuzka Juliette Binoche i Amerykanka Julianne Moore to jedyne aktorki, które zdobyły nagrody aktorskie na wszystkich trzech najważniejszych europejskich festiwalach filmowych: nagrodę dla najlepszej aktorki na MFF w Cannes, Srebrnego Niedźwiedzia na MFF w Berlinie oraz Puchar Volpiego na MFF w Wenecji. Pięć ról nagrodzonych w Wenecji przyniosło ich laureatkom również Oscara dla najlepszej aktorki (Helen Hayes, Vivien Leigh, Helen Mirren, Emma Stone i Olivia Colman).
Żadnej polskiej aktorce nie udało się jak dotychczas zdobyć tej nagrody.

## Laureatki Pucharu Volpiego

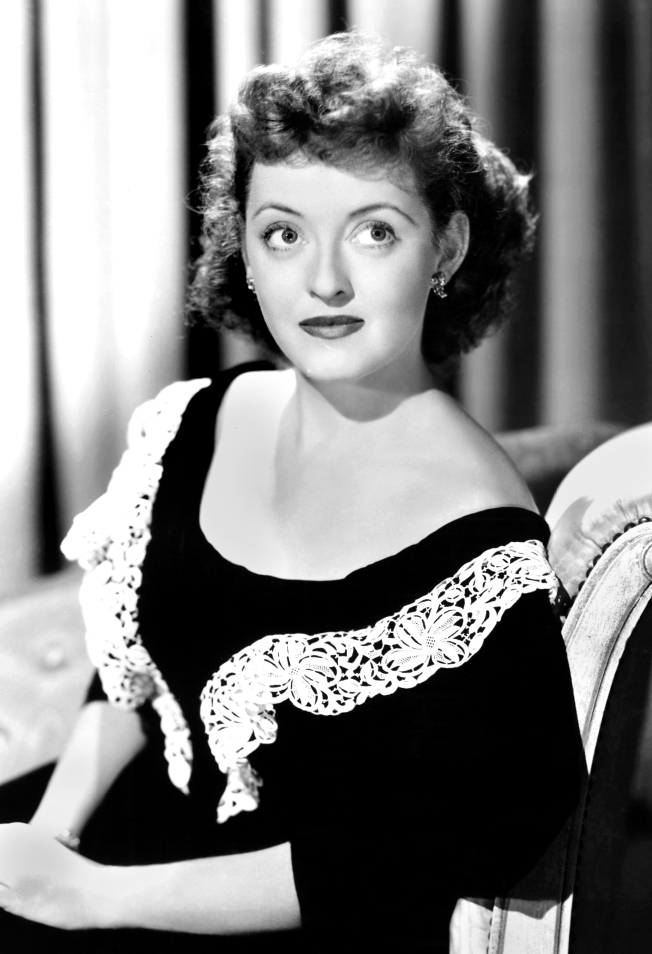
Bette Davis, jedyna laureatka nagrody za role w dwóch filmach

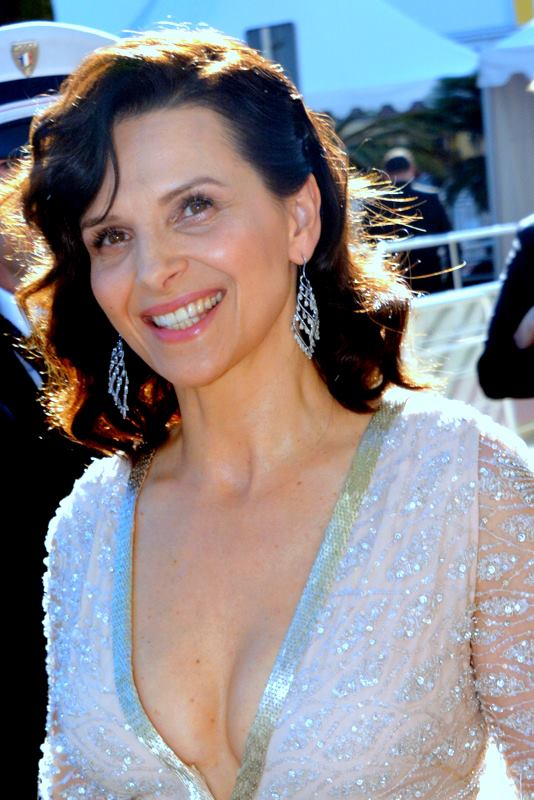
Juliette Binoche, laureatka za rolę w filmie Trzy kolory. Niebieski (1993)

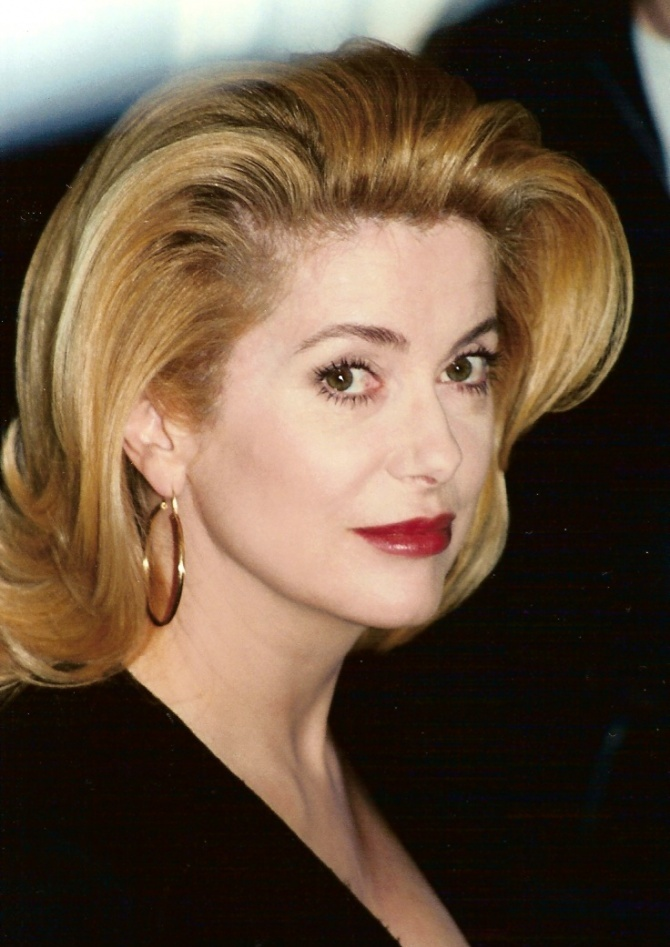
Catherine Deneuve, laureatka Pucharu Volpiego za rolę w filmie Plac Vendôme (1998)

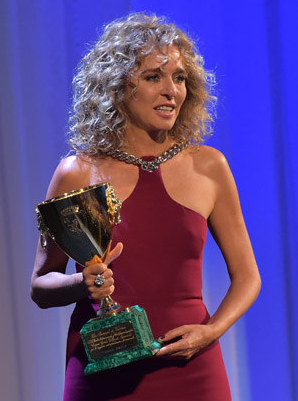
Valeria Golino z Pucharem Volpiego za rolę w filmie Dla waszego dobra (2015)

| Rok  | Aktorka                            | Tytuł polski                        | Tytuł oryginalny                |
| ---- | ---------------------------------- | ----------------------------------- | ------------------------------- |
| 1932 | Helen Hayes                        | Grzech Madelon Claudet              | The Sin of Madelon Claudet      |
| 1934 | Katharine Hepburn                  | Małe kobietki                       | Little Women                    |
| 1935 | Paula Wessely                      | Episode                             | Episode                         |
| 1936 | Annabella                          | Noc przed bitwą                     | Veille d'armes                  |
| 1937 | Bette Davis                        | Kid Galahad Fortancerki             | Kid Galahad Marked Woman        |
| 1938 | Norma Shearer                      | Maria Antonina                      | Marie Antoinette                |
| 1941 | Luise Ullrich                      | Annelie                             | Annelie                         |
| 1942 | Kristina Söderbaum                 | Złote miasto                        | Die goldene Stadt               |
| 1947 | Anna Magnani                       | Posłanka Angelina                   | L'onorevole Angelina            |
| 1948 | Jean Simmons                       | Hamlet                              | Hamlet                          |
| 1949 | Olivia de Havilland                | Kłębowisko żmij                     | The Snake Pit                   |
| 1950 | Eleanor Parker                     | Uwięziona                           | Caged                           |
| 1951 | Vivien Leigh                       | Tramwaj zwany pożądaniem            | A Streetcar Named Desire        |
| 1952 | Ingrid Bergman                     | Europa ’51                          | Europa ’51                      |
| 1953 | Lilli Palmer                       | The Four Poster                     | The Four Poster                 |
| 1956 | Maria Schell                       | Gervaise                            | Gervaise                        |
| 1957 | Dzidra Ritenberga                  | Malwa                               | Мальва Malwa                    |
| 1958 | Sophia Loren                       | Czarna orchidea                     | The Black Orchid                |
| 1959 | Madeleine Robinson                 | Na dwa spusty                       | À double tour                   |
| 1960 | Shirley MacLaine                   | Garsoniera                          | The Apartment                   |
| 1961 | Suzanne Flon                       | Nie zabijaj                         | Tu ne tueras point              |
| 1962 | Emmanuelle Riva                    | Teresa Desqueyroux                  | Thérèse Desqueyroux             |
| 1963 | Delphine Seyrig                    | Muriel                              | Muriel                          |
| 1964 | Harriet Andersson                  | Kochać                              | Att älska                       |
| 1965 | Annie Girardot                     | Trzy pokoje na Manhattanie          | Trois chambres à Manhattan      |
| 1966 | Natalja Arinbasarowa               | Pierwszy nauczyciel                 | Первый учитель Pierwyj uczitiel |
| 1967 | Shirley Knight                     | Metro                               | Dutchman                        |
| 1968 | Laura Betti                        | Teoremat                            | Teorema                         |
| 1983 | Darling Légitimus                  | Ulica ubogich chatek                | Rue cases nègres                |
| 1984 | Pascale Ogier                      | Noce pełni księżyca                 | Les nuits de la pleine lune     |
| 1986 | Valeria Golino                     | Historia miłosna                    | Storia d’amore                  |
| 1987 | Kang Soo-yeon                      | Zastępcza matka                     | 씨받이 Sibaji                   |
| 1988 | Isabelle Huppert                   | Sprawa kobiet                       | Une affaire de femmes           |
| 1988 | Shirley MacLaine                   | Madame Sousatzka                    | Madame Sousatzka                |
| 1989 | Peggy Ashcroft Geraldine James     | She’s Been Away                     | She’s Been Away                 |
| 1990 | Gloria Münchmeyer                  | Księżyc w lustrze                   | La luna en el espejo            |
| 1991 | Tilda Swinton                      | Edward II                           | Edward II                       |
| 1992 | Gong Li                            | Historia Qiu Ju                     | 秋菊打官司 Qiu Ju da guan si    |
| 1993 | Juliette Binoche                   | Trzy kolory. Niebieski              | Trois couleurs: Bleu            |
| 1994 | Maria de Medeiros                  | Bezbrzeżny smutek                   | Três Irmãos                     |
| 1995 | Sandrine Bonnaire Isabelle Huppert | Ceremonia                           | La cérémonie                    |
| 1996 | Victoire Thivisol                  | Ponette                             | Ponette                         |
| 1997 | Robin Tunney                       | Niagara, Niagara                    | Niagara, Niagara                |
| 1998 | Catherine Deneuve                  | Plac Vendôme                        | Place Vendôme                   |
| 1999 | Nathalie Baye                      | Związek pornograficzny              | Une liaison pornographique      |
| 2000 | Rose Byrne                         | Bogini roku 1967                    | The Goddess of 1967             |
| 2001 | Sandra Ceccarelli                  | Światło moich oczu                  | Luce dei miei occhi             |
| 2002 | Julianne Moore                     | Daleko od nieba                     | Far From Heaven                 |
| 2003 | Katja Riemann                      | Rosenstrasse                        | Rosenstraße                     |
| 2004 | Imelda Staunton                    | Vera Drake                          | Vera Drake                      |
| 2005 | Giovanna Mezzogiorno               | Bestia w sercu                      | La bestia nel cuore             |
| 2006 | Helen Mirren                       | Królowa                             | The Queen                       |
| 2007 | Cate Blanchett                     | I’m Not There. Gdzie indziej jestem | I’m Not There                   |
| 2008 | Dominique Blanc                    | Inna                                | L’autre                         |
| 2009 | Ksienija Rappoport                 | Podwójna godzina                    | La doppia ora                   |
| 2010 | Ariane Labed                       | Attenberg                           | Attenberg                       |
| 2011 | Deannie Yip                        | Proste życie                        | 桃姐 Tou ze                     |
| 2012 | Hadas Jaron                        | Wypełnić pustkę                     | למלא את החלל Lemale et ha'halal |
| 2013 | Elena Cotta                        | Ulica w Palermo                     | Via Castellana Bandiera         |
| 2014 | Alba Rohrwacher                    | Złaknieni                           | Hungry Hearts                   |
| 2015 | Valeria Golino                     | Dla waszego dobra                   | Per amor vostro                 |
| 2016 | Emma Stone                         | La La Land                          | La La Land                      |
| 2017 | Charlotte Rampling                 | Hannah                              | Hannah                          |
| 2018 | Olivia Colman                      | Faworyta                            | The Favourite                   |
| 2019 | Ariane Ascaride                    | Gloria Mundi                        | Gloria Mundi                    |
| 2020 | Vanessa Kirby                      | Cząstki kobiety                     | Pieces of a Woman               |
| 2021 | Penélope Cruz                      | Matki równoległe                    | Madres paralelas                |
| 2022 | Cate Blanchett                     | Tár                                 | Tár                             |
| 2023 | Cailee Spaeny                      | Priscilla                           | Priscilla                       |
| 2024 | Nicole Kidman                      | Babygirl                            | Babygirl                        |